# Lathromeris balcanica
Lathromeris balcanica är en stekelart som först beskrevs av Maksymilian Nowicki 1940.  Lathromeris balcanica ingår i släktet Lathromeris och familjen hårstrimsteklar. Inga underarter finns listade i Catalogue of Life.